# 1989 (album, Taylor Swift)
1989 je páté studiové album americké country popové zpěvačky Taylor Swift, jež vyšlo 27. října 2014. Jedná se o její první ryze popový kus, inspirovaný hlavně popmusic osmdesátých let minulého století. Deska tak dokončila přerod country folkové zpěvačky, který započal již některými hity předcházejícího alba Red, v pop idol. Změnu stylu nastínil hned první vydaný singl alba „Shake It Off“, jenž byl představen společně při uveřejnění informací ohledně alba dne 18. srpna 2014 a hned následující týden debutoval na čele amerického žebříčku Billboard Hot 100.
Album sestavovala Swift společně s producenty Maxem Martinem a Shellbackem, se kterými spolupracovala již na dvou předchozích singlech „We Are Never Ever Getting Back Together“ a „I Knew You Were Trouble“. Kromě základního alba plánuje Swift vydat jeho deluxe verzi, na které by se měly mimo jiné objevit tři písně, jež budou nahrané ve stádiu první invence.

## Název a obal
Pojmenování alba vystihuje změnu, kterou zpěvaččin styl během dvou let od vydání Red prošel. Taylor Swift ji ve svém hudebním životě považuje za tak dramaticky průlomovou, že ji nazývá doslova obrozením. Jelikož se Swift narodila 13. prosince 1989, tak album představující její hudební „znovuzrození“ nese název 1989.
Na obalu alba se nachází prostá fotka torza, jež byla pořízena s využitím polaroidu. Podle slov Taylor Swift to byla vlastně náhoda, když se rozhodla během focení snímků k albu (viz níže) udělat z jedné fotografie titulní snímek. Čtvercová fotka Swift, jejíž obličej je useknutý pod očima a jež je oblečena v modré halence s motivem racků, je vsazena do rámu slonovinové barvy, v jehož pravém dolním rohu se nachází název a vlevo dole zpěvaččin monogram.

## Před vydáním

### Yahoo Live Stream
Informaci, že započala práci na písních k novému albu, uveřejnila Taylor Swift již začátkem června 2013, krátce po vystoupení s kapelou The Rolling Stones. V rozhovoru ze zákulisí CMA Music Fest v Nashville řekla: „Už to začíná, takový pocit neklidu, a ten když začne, obvykle potom následuje skládání. Ráda bych psala dva roky, než nové album dokončím.“ To bylo ale takřka uprostřed promočního turné ke čtvrtému albu The Red Tour, od té chvíle držela veškeré podrobnosti v tajnosti. Změna nastala až na začátku srpna 2014, když začala na stránkách svých sociálních sítích zveřejňovat postupně tři vodítka. Nejprve 4. srpna vydala krátké video ukazující datum (prst, který spíná knoflík ve výtahu), poté 7. srpna sdílela dvě fotky oznamující nejdřív čas a nakonec prostředníka (Yahoo.com). Podle této nápovědy měli fanoušci postupně uhádnout, že na 18. srpna 2014, pět odpoledne východopobřežního času, naplánovala Taylor Swift vystoupení v přímém přenosu přes Yahoo Live Stream, jehož obsahem mělo být uveřejnění nějakých informací.
11. srpna přenos oficiálně oznámila přes stránky na sociálních sítích, o dva dny později – třináctého – s tím vystoupila ve večerní talkshow Jimmyho Fallona.
V pondělí 18. srpna ve 23 hodin středoevropského času vystoupila Swift podle plánu před fanoušky v přímém přenosu, který byl prvním společným přenosem Yahoo.com a ABC News. Sešlost se odehrála v nejvyšším patře newyorské Empire State Building v salonku s přístupem na střechu, kde Taylor Swift livestream uvedla. Poté se přesunula právě do salónku a jak tam přítomným přihlížejícím, tak živě připojeným posluchačům a divákům sdělila postupně tři zásadní informace. Nejprve odhalila, že napsala novou píseň „Shake It Off“, na kterou si následně s přítomnými zatančila. Následně prozradila, že v předcházejících dvou letech pracovala na novém studiovém albu, jež vyjde 27. října 2014, a odtajnila jeho název a obal. Kromě toho uvedla, že pro fanoušky chystá i jeho Deluxe verzi a navíc 1989 možností osobního setkání. Třetí tajemství, jež odhalila, bylo video k singlu „Shake it Off“, v němž Swift vystupuje ve všech možných tanečních stylech od baletu po breakdance.

### Inspirace a pozadí
Již v přenosu Swift přiznala, že její hudba prošla během doby výraznou změnou a 1989 bude její první oficiální popové album. Inspiraci hledala v popmusic 80. let 20. století, jež nazvala „dobou neomezených možností“ a jejíž písně poslouchala jako dítě. Na vysvětlení, proč se rozhodla podniknout takový převrat ve stylu, řekla: „Každý den jsem se ráno probouzela se stále silnější myšlenkou, ne že chci vytvářet nový styl, já to potřebuji.“ V rozhovoru pro Fusion řekla, že na rozdíl od Red, které vycházelo z pocitů čerstvě zlomeného srdce, 1989 se pocitově nachází ve fázi uklidnění, kdy se člověk „oklepe a je v pohodě“.
Během přímého přenosu na Yahoo uvedla, že je to nejoblíbenější album, jaké kdy vydala.

### Ohlasy po uveřejnění
Uveřejněné informace a nový singl s videoklipem vyvolal rozporuplné reakce jak v médiích, tak u fanoušků. Kesley McKinney napsala, že hlavním problém „Shake It Off“ je přílišná dokonalost, podle jejích slov se jedná o perfektní popsingl a vyzdvihla i pěvecký výkon, jenž je lepší než kdykoliv dříve. Zároveň ale podle ní působí přílišný optimismus a chytlavost písně nudně. Přechodem od country k perfekcionistnímu popu prý Taylor Swift ztratila svoji srdečnost.

## Vydání
Album vyšlo 27. října 2014, než se však dostalo na pulty obchodů, uveřejňovala Taylor Swift na svých sociálních sítích úryvky textů jednotlivých skladeb a zároveň uvolnila k poslechu další dvě písně alba „Out of the Woods“ (13. října) a „Welcome to New York“ (21. října). Taylor Swift kromě standardní edice připravila i verzi Deluxe, k níž je přidána obálka se třinácti náhodnými fotografiemi zpěvačky, pořízených pomocí polaroidu. Na Deluxe verzi se navíc objevily tři písně, které byly nahrány ve stádiu první invence.

## Seznam skladeb
Oficiální seznam skladeb klasické verze o třinácti písních vydala Swift 22. října, níže jsou uvedeny skladby včetně těch na verzi Deluxe.
| Klasická verze 1989 | Klasická verze 1989        | Klasická verze 1989                  | Klasická verze 1989                   | Klasická verze 1989 |
| Pořadí              | Název                      | Autor                                | Producent(i)                          | Délka               |
| ------------------- | -------------------------- | ------------------------------------ | ------------------------------------- | ------------------- |
| 1.                  | Welcome to New York        | Taylor Swift, Ryan Tedder            | Tedder, Noel Zancanella, Swift        | 3:32                |
| 2.                  | Blank Space                | Swift, Max Martin, Shellback         | Martion, Shellback                    | 3:51                |
| 3.                  | Style                      | Swift, Martin, Shellback, Ali Payami | Martin, Shellback, Payami             | 3:51                |
| 4.                  | Out of the Woods           | Swift, Jack Antonoff                 | Antonoff, Swift, Martin               | 3:55                |
| 5.                  | All You Had to Do Was Stay | Swift, Martin                        | Martin, Shellback, Mattman&Robin      | 3:13                |
| 6.                  | Shake It Off               | Swift, Martin, Shellback             | Martin, Shellback                     | 3:39                |
| 7.                  | I Wish You Would           | Swift, Antonoff                      | Antonoff, Swift, Greg Kurstin, Martin | 3:27                |
| 8.                  | Bad Blood                  | Swift, Martin, Shellback             | Martin, Shellback                     | 3:31                |
| 9.                  | Wildest Dreams             | Swift, Martin, Shellback             | Martin, Shellback                     | 3:40                |
| 10.                 | How You Get the Girl       | Swift, Martin, Shellback             | Martin, Shellback                     | 4:07                |
| 11.                 | This Love                  | Swift                                | Nathan Chapman, Swift                 | 4:10                |
| 12.                 | I Know Places              | Swift, Tedder                        | Tedder, Zancanella, Swift             | 3:15                |
| 13.                 | Clean                      | Swift, Imogen Heap                   | Heap, Swift                           | 4:30                |
| Celková délka:      | Celková délka:             | Celková délka:                       | Celková délka:                        | 48:41               |

| Deluxe verze 1989 | Deluxe verze 1989       | Deluxe verze 1989        | Deluxe verze 1989       | Deluxe verze 1989 |
| Pořadí            | Název                   | Autor                    | Producent(i)            | Délka             |
| ----------------- | ----------------------- | ------------------------ | ----------------------- | ----------------- |
| 14.               | Wonderland              | Swift, Martin, Shellback | Martin, Shellback       | 4:05              |
| 15.               | You Are in Love         | Swift, Antonoff          | Swift, Antonoff, Martin | 4:27              |
| 16.               | New Romantics           | Swift, Martin, Shellback | Martin, Shellback       | 3:50              |
| 17.               | I Know Places (demo)    | Swift, Tedder            |                         | 3:36              |
| 18.               | I Wish You Would (demo) | Swift, Antonoff          |                         | 1:47              |
| 19.               | Blank Space (demo)      | Swift, Martin, Shellback |                         | 2:11              |
| Celková délka:    | Celková délka:          | Celková délka:           | Celková délka:          | 68:36             |